# Франк Арми
Франк Арми (на английски: Frank Armi) е американски автомобилен състезател, участвал в едно състезание от шампионата на Формула 1. Роден е на 12 октомври 1918 г. в Портланд, Орегон, САЩ и починал на 28 ноември 1992 г. в Ханфорд, САЩ. Арми приключва състезателната си кариера в началото на 60-те години, след което дълги години работи като телевизионен и звуков инженер.